# Нейдер, Джордж (актёр)
Джордж Не́йдер (англ. George Nader; 19 октября 1921 — 4 февраля 2002) — американский актёр и писатель. Нейдер добился известности благодаря ролям в фильмах «Робот-монстр» (1953), «Грехи Иезавели» (1953), «Четверо у границы» (1954), который принёс ему премию «Золотой глобус» в качестве лучшего дебютанта, «Пересекая Конго» (1956) и «Самка» (1958).
Завершив актёрскую карьеру после аварии, Нейдер позже посвятил себя писательской деятельности, а также работал секретарём Рока Хадсона.

## Жизнь и карьера
Нейдер родился в Пасадине, Калифорния, в семье Элис Скотт и Джорджа Г. Нейдера, имевшего ливанские корни. Он окончил Оксидентал-колледж, где получил степень бакалавра искусств.
Нейдер начинал актёрскую карьеру на театральной сцене, выступая в театре «Pasadena Playhouse», после чего имел эпизодические роли в фильмах «Теперь ты на флоте» (1951), «Вор» (1951) и «Пустынный лис» (1951). Он исполнил свою первую главную ролью в разгромленном критиками, однако успешном с финансовой стороны фильме «Робот-монстр» (1953), после чего появился в картинах «Грехи Иезавели» (1953) и «Прыжок» (1954). Он выиграл премию «Золотой глобус» за лучший дебют актёра за роль в вестерне «Четверо у границы» (1954), после чего сыграл главные мужские роли в фильмах «Пересечь шесть мостов» (1955), «Неосторожность» (1956), «Человек боится» (1957), «Свидание с тенью» (1957) и «Самка» (1958). Под конец 1950-х годов Нейдер переместился на телевидение, где имел роли в недолго просуществовавших сериалах «Дальнейшие приключения Эллери Куин» (1959), «Человек и испытание» (1959—1960) и «Шеннон» (1961—1962), а также с эпизодическими ролями появился в таких шоу, как «Альфред Хичкок представляет» (1961, 1962) и «Шоу Энди Гриффита» (1961). Нейдер также имел успех в Европе, в частности Германии, где исполнил роль агента ФБР Джерри Котона в одноимённой серии фильмов.
В конце 1970-х годов Нейдер попал в автомобильную аварию, в результате которой повредил органы зрения, и вскоре завершил актёрскую карьеру. Его финальной ролью на большом экране стало эпизодическое появление в фильме ужасов «За пределами Атлантиды» (1973). Нейдер вскоре посвятил себя писательской деятельности, издав фантастический роман «Хром» (1978) об отношениях между человеком и андроидом. Совместно с Марком Миллером он также написал книгу «Опасности Пола» о гей-сообществе Голливуда, однако та никогда не была издана.
Нейдер был геем. Хотя в период своей кинокарьеры он скрывал свою ориентацию, но в то же время он не пытался и симулировать романы с женщинами для общественности. Он встретил своего партнёра, Марка Миллера (1926—2015), в 1947 году; они оставались вместе вплоть до смерти Нейдера в 2002 году. Нейдер и Миллер были лучшими друзьями актёра Рока Хадсона, и после смерти Хадсона унаследовали его имущество. Нейдер также работал секретарём Хадсона.
Нейдер скончался 4 февраля 2002 в Вудленд-Хиллз, Калифорния, от остановки сердца, вызванной пневмонией и ишемическим инсультом. Он был кремирован, а его прах развеян над морем. В память Нейдера, Миллера и Хадсона на кладбище «Форест-Лаун» в Катидрал-Сити размещён кенотаф. Он был дядей актёра Майкла Нейдера.